# Vicente Fidel López
Vicente Fidel López (Buenos Aires, 24 de abril de 1815 – Buenos Aires, 30 de agosto de 1903) foi um historiador, advogado e político argentino. Filho de Vicente López y Planes, que exerceu a presidência da Argentina.

## Biografia
Estudou na escola de Ciências Morais com Diego Alcorta e formou-se advogado em 1837. Foi membro fundador da "Sociedad de estudios Históricos y Sociales" (Sociedade de Estudos Sociais e Históricos), o "Salón Literario" (Salão Literário) e a "Asociación de Mayo" (Associação de Maio). De 1840 a 1852, ele permaneceu no Chile, pois se opôs ao governo de Juan Manuel de Rosas. Nessa época, trabalhou com Domingo Faustino Sarmiento, com quem fundou uma escola particular e publicou um livro História do Chile em 1845.
Retornou à Argentina após a derrota de Rosas, sendo ministro de seu pai. Nesta época publicou 2 romances históricos, "La novia del hereje" e "La loca de la guardia". Ele partiu novamente para Montevidéu publicando outro par de livros. Foi professor de Direito e conversou com Dalmasio Vélez Sársfield sobre o conteúdo e a função do código civil. Entre 1876 e 1879 foi deputado nacional e ministro da Economia em 1891 sob a presidência de Carlos Pellegrini. Ele era um maçom ativo. Ele discutiu com Bartolomé Mitre sobre o livro Historia de Belgrano y de la Independencia Argentina, e mais tarde escreveu sua obra mais importante, Historia de la República Argentina, em 10 edições (1883-1893). Ele morreu em sua cidade natal em 1903.

## Trabalhos
- Revista del Río de la Plata (1871-1877, com Juan María Gutierrez)
- Historia de la república Argentina (1883-1893)
- La Gran Semana de mayo (Edición de Homenaje a la Revolución de Mayo, Editorial Universitaria de Buenos Aires, Impreso en Argentina, 3ª edición, Año 1964)